# Вінстон Рід
Вінстон Вірему Рід (англ. Winston Wiremu Reid, нар. 3 липня 1988, Окленд, Нова Зеландія) — новозеландський професійний футболіст, останній раз грав на позиції захисника клубу англійської Прем'єр-ліги «Вест Гем Юнайтед». Був капітаном національної збірної Нової Зеландії. Він також грав за «Мідтьюлланн» з періодами оренди в «Спортінг Канзас-Сіті» та «Брентфорд».

## Біографія

### Особисте життя
Вінстон народився в Північному Шорі, Окленд у сім'ї нащадків маорі. Переїхав до Данії разом з матір'ю та вітчимом у віці 10 років.

### Клубна кар'єра
Рід підписав юнацький контракт з клубом «Сондерборг». Наступним клубом в юнацькому футболі став клуб данської Суперліги «Мідтьюлланн». Вінстон був одним з перших гравців - випускників футбольної академії «Мідтьюлланна».
Дебютував в данській Суперлізі 2005 року. Серія вдалих ігор дала змогу стати гравцем основного складу команди. Всього в данській суперлізі за «Мідтьюлланн» зіграв 84 гри та забив 2 м'ячі.
2010 року перейшов до клубу англійської прем'єр-лігі «Вест Гем Юнайтед».

### Виступи у збірних командах
2006 року Вінстон отримав данське громадянство та був викликаний до збірної Данії U-19. Грав за збірні Данії різних вікових категорій та брав участь у матчах відбіркової кваліфікації до Чемпіонату Європи 2009 року серед команд віком до 21 року.
11 березня 2010 року Рід зробив заяву в якій висловив бажання грати за національну збірну Нової Зеландії.  10 травня Вінстон був включений до попереднього списку гравців збірної на чемпіонаті світу 2010 року, попри те що головний тренер збірної, Рікі Герберт, жодного разу не бачив його у грі.
Дебютував за збірну Нової Зеландії в товариському матчі з Австралією.
| #  | Дата           | Місце           | Противник  | Рахунок | Результат | Змагання |
| -- | -------------- | --------------- | ---------- | ------- | --------- | -------- |
| 1. | 15 червня 2010 | Рюстенбург, ПАР | Словаччина | 1-1     | нічия     | ЧС 2010  |